# Niverolle alpine
Montifringilla nivalis
Espèce
Statut de conservation UICN

 LC  : Préoccupation mineure
La Niverolle alpine (Montifringilla nivalis) est une espèce de passereaux de la famille des Passeridae, vivant en haute altitude dans les massifs montagneux d'Europe et d'Asie. C'est l'une des espèces d'oiseaux vivant le plus en altitude au monde.
L'espèce est proche des moineaux mais s'en distingue notamment par divers traits comportementaux, sa taille légèrement supérieure, son plumage très contrasté et son adaptation au climat montagnard. Espèce paléomontagnarde considérée comme une relique de l'ère glaciaire, elle présente notamment une grande résistance au froid, les embryons étant capables de se développer à une température inférieure à celle des autres oiseaux, et les petits naissant couverts de duvet alors que les poussins de moineaux naissent nus. Elle niche en couples disséminés et devient très grégaire à l'automne.
Oiseau de l'étage alpin, la niverolle affectionne les milieux ouverts, prairies et zones rocheuses, que la population des Alpes, partiellement migratrice, recherche même lors de ses hivernages dans des massifs montagneux plus méridionaux, en particulier les Pyrénées,.
Le genre Montifringilla compte deux autres espèces de niverolles, la Niverolle de Henri et la Niverolle du Tibet, toutes deux asiatiques, les trois formant peut-être un complexe d'espèces.

## Taxonomie

### Montifringilla nivalis
L'espèce Montifringilla nivalis a été décrite pour la première fois par Mathurin Jacques Brisson en 1760, sous le nom de Fringilla nivalis, « le Pinçon de neige ou la Niverolle » (Brisson mentionne à la fin de sa description la provenance du spécimen utilisé : du cabinet de Réaumur),. Elle est décrite ensuite par le naturaliste suédois Carl von Linné en 1766, dans sa mise à jour de son Systema Naturae faite à partir du travail de Brisson et dont il reprend le nom de Fringilla nivalis, mais avec une erreur : Linné écrit en effet que l'espèce provient d'Amérique,. Le genre Montifringilla est créé par Christian Ludwig Brehm en 1828,.
Plusieurs sous-espèces sont distinguées, présentant de légères variations phénotypiques,,, :
- Montifringilla nivalis nivalis (Linnaeus, 1766), du Sud de l'Europe (Alpes, Pyrénées notamment) ;
- Montifringilla nivalis alpicola (Pallas, 1811), du Caucase et du Nord de l'Iran jusqu'en Afghanistan ;
- Montifringilla nivalis leucura (Bonaparte, 1855), du Sud et de l'Est de la Turquie ;
- Montifringilla nivalis gaddi (Zarudny & Loudon, 1904), monts Zagros (Sud-Ouest de l'Iran) ;
- Montifringilla nivalis groumgrzimaili (Zarudny & Loudon, 1904), Nord-Ouest de la Chine (Xinjiang) jusqu'au centre de la Mongolie ;
- Montifringilla nivalis kwenlunensis (Bianchi, 1908), Nord du Tibet et centre-ouest de la Chine.
- Montifringilla nivalis tianshanica (Keve-Kleiner, 1943), monts Tian, Est du Kazakhstan et Nord du Tadjikistan ;

### Synonymes
Henry Eeles Dresser mentionne plusieurs synonymes tombés en désuétude :
- Emberiza nivalis, Scopoli, 1769 ;
- Fringilla saxatilis, Koch, 1816 ;
- Plectrophanes fringilloides, Boie, 1822 ;
- Montifringilla glacialis, Brehm, 1828 ;
- Leucosticte nivalis, O. des Murs, 1867.

### Autres espèces
Le genre Montifringilla compte deux autres espèces de niverolles, :
- la Niverolle de Henri (Montifringilla henrici, Oustalet, 1892), qui vit dans l'Est du Tibet ;
- la Niverolle du Tibet (Montifringilla adamsi, Adams, 1859), qui vit dans le Sud du Tibet et l'Ouest de la Chine et présente deux sous-espèces (M. adamsi adamsi et M. adamsi xerophila).

Ces deux espèces sont parfois considérées comme des sous-espèces de la niverolle alpine. Les trois espèces M. nivalis, M. henrici et M. adamsi pourraient former un complexe d'espèces.
Les espèces appartenant au genre Pyrgilauda portent également le nom de niverolle en français. Ces espèces vivent toutes en Asie.

## Étymologie
Le nom scientifique (latin) de l'espèce, Montifringilla nivalis, est composé de Montifringilla, construit à partir de mons et de fringilla et qui signifie littéralement « fringille des montagnes », et de nivalis, « nival ». Son allure de Fringille et ses mœurs ont contribué à ce nom qui peut ainsi se traduire par « fringille des montagnes neigeuses » ou encore, puisque fringilla désigne le pinson, « pinson des montagnes neigeuses ».

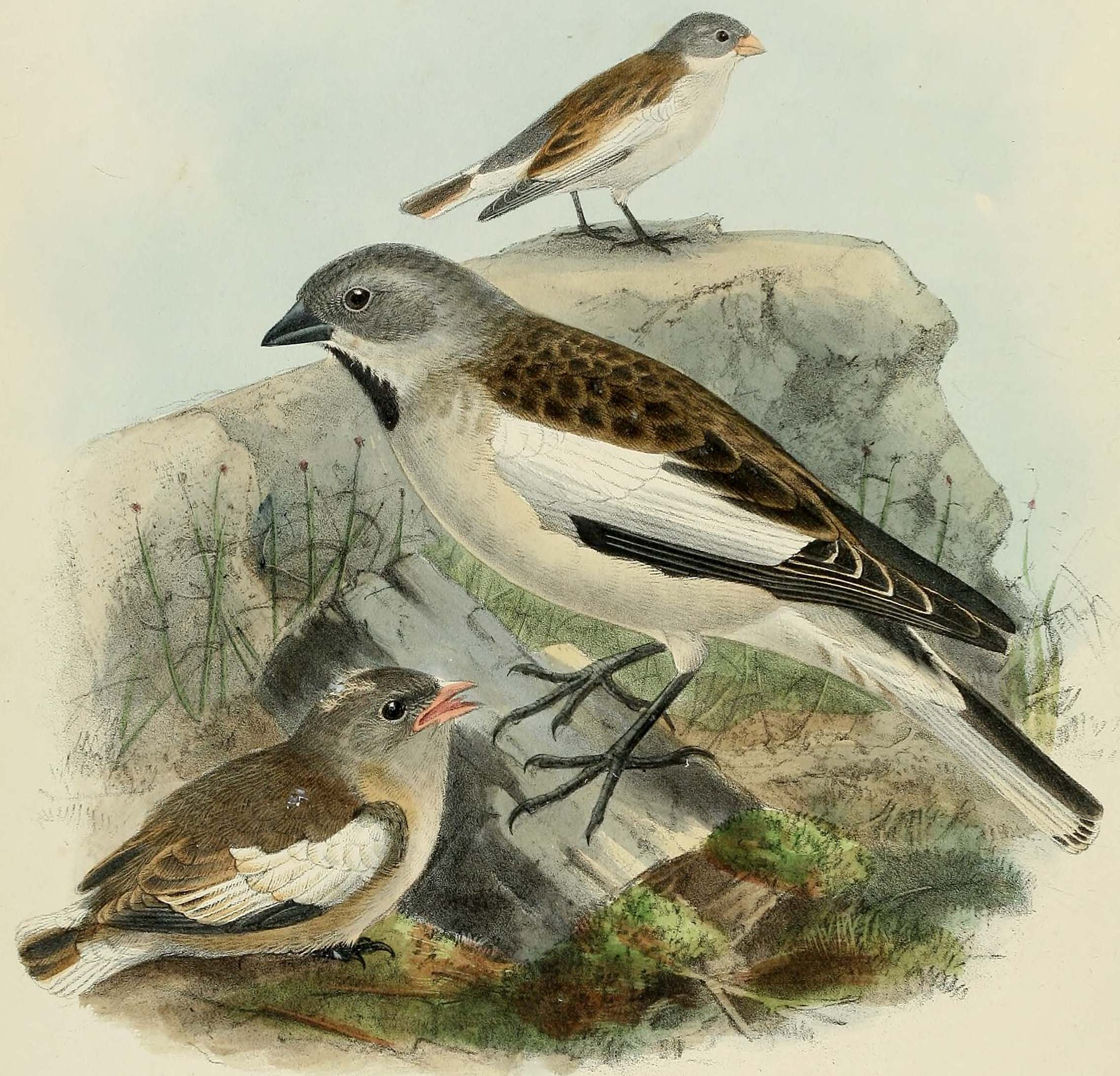
Un couple de niverolles et un jeune dépendant, représentés au XIXe siècle dans l'ouvrage de H. E. Dresser, A history of the birds of Europe : including all the species inhabiting the western palearctic region.

Le nom vernaculaire français « niverolle » a pour racine latine nix, nivis, la neige, nivalis « nival » ou nivarius, « de la neige ». Buffon utilise ce nom dans son Histoire naturelle, mais aussi celui de « pinson de neige », qu'il explique ainsi : « Cette dénomination est fondée apparemment sur la couleur blanche de la gorge, de la poitrine & de toute la partie inférieure de l'oiseau, comme aussi sur ce qu'il habite les pays froids, & qu'il ne paraît guère dans les pays tempérés qu'en hiver ». Buffon indique enfin que le mot « nivereau » est usité en Dauphiné,. Le Littré mentionne l'expression  « Fringille nivéale »,. Le français du Val d'Aoste utilise l'expression quinson de montagne, « pinson de montagne ».
Le nom populaire allemand Schneefink, « pinson des neiges », est de nos jours remplacé par le nom vernaculaire Schneesperling, « moineau des neiges »,.
Le nom italien, fringuello alpino, « fringille alpin » ou « pinson alpin », est lui aussi une allusion à son allure de fringille. 
En romanche, langue de Suisse orientale, l'espèce porte différents noms populaires, variables selon les dialectes :  squinz da naiv,  « pinson des neiges », utschi della néiv, utschel dalla neiv, qui signifient « oiseau des neiges », ou encore pasler da nev, « moineau de neige »,,. 
En occitan niçois, l'espèce est appelée quinsoun de couola, « pinson de col ».
Les noms espagnols gorrión nival, « moineau des neiges » et gorrión alpino, « moineau alpin », font davantage le rapprochement avec les Moineaux, de même que le nom galicien pardal alpino  et que le nom catalan pardal d'ala blanca, puisque le mot pardal  désigne les différentes espèces de Moineaux (bien qu'il s'applique aussi en catalan à l'Accenteur mouchet, espèce souvent confondue avec un moineau). Ces deux noms signifient donc « moineau alpin » et « moineau à ailes blanches ». Comme dans le nom anglais, « à ailes blanches » renvoie à l'aspect des ailes en vol,. En effet, le nom anglais de l'espèce est white-winged snowfinch,  « pinson des neiges à ailes blanches », allusion aux grandes plages blanches des ailes visibles en vol. 
En dépit de certaines de ses appellations régionales, l'espèce n'appartient pas aux Fringilles mais est un proche parent des Moineaux, même si son bec de granivore et certains traits de comportement la rapprochent des Pinsons.

## Description

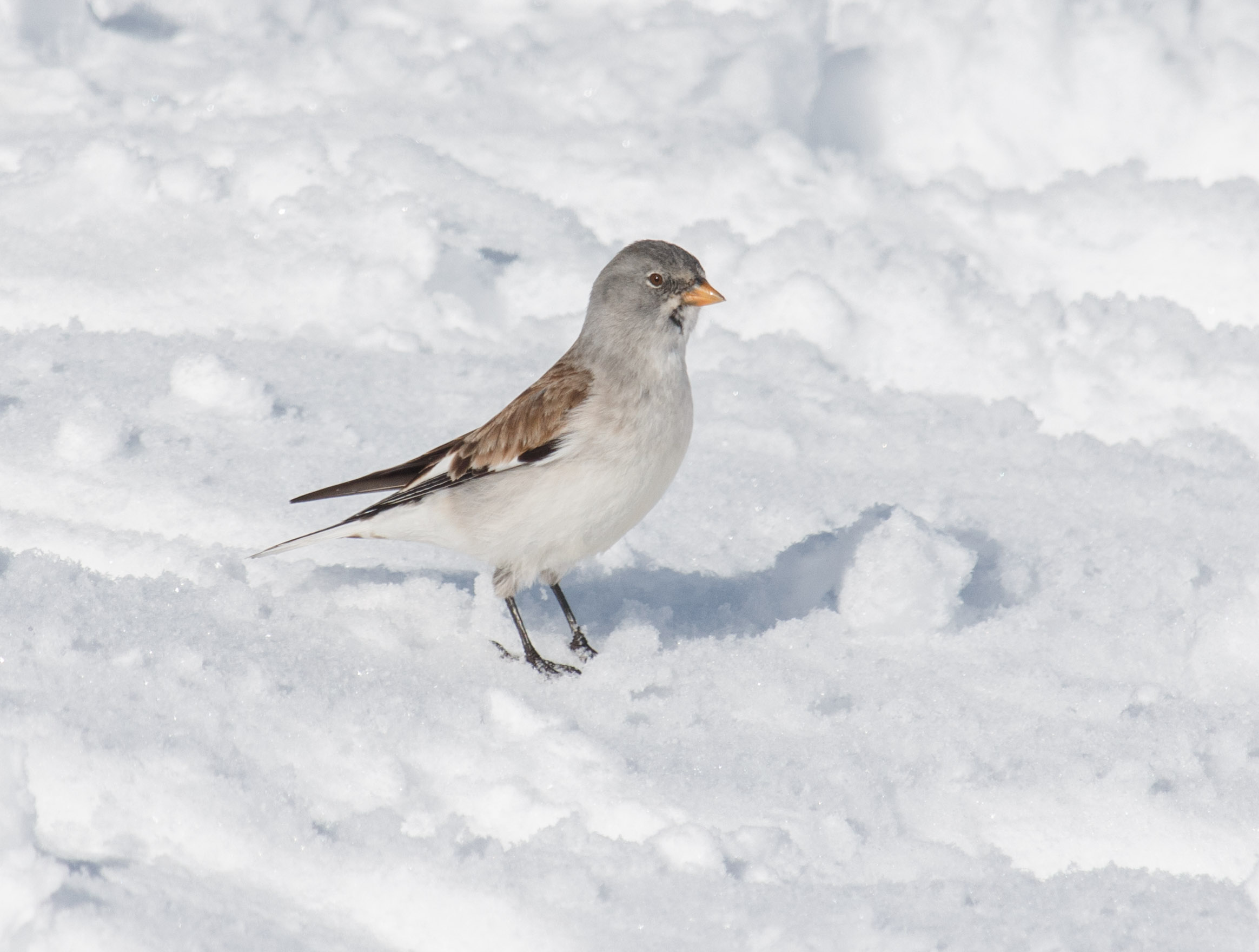
Une Niverolle alpine adulte en plumage hivernal dans les Alpes du Nord françaises.

La Niverolle alpine est un petit passereau robuste mesurant de seize et demi à dix-neuf centimètres de longueur, pour environ trente-trois centimètres d'envergure ; la queue mesure soixante-huit à soixante-seize millimètres, le bec treize à quatorze millimètres. Le poids moyen d'un individu est de trente-sept grammes en été, et de quarante-quatre grammes en hiver (trente à cinquante grammes).
La tête est grise et le manteau brunâtre. Le front est blanc crème et l'œil présente un léger cercle orbital clair. La gorge est blanchâtre et le menton est noir mêlé de blanc. Les ailes présentent de grandes plages blanches (rémiges secondaires et tertiaires) et sont terminées par une zone noire (rémiges primaires sauf les huitièmes, neuvièmes et dixièmes, partiellement blanches). Les couvertures alaires sont blanches, sauf une partie des primaires, ce qui délimite une plage blanche entre elles et la zone noire des rémiges primaires. La queue est partagée en deux bandes blanches par une raie médiane noire. La poitrine et le ventre sont d'un blanc cassé,. Le bec est noir à la belle saison et jaune-orangé en hiver.

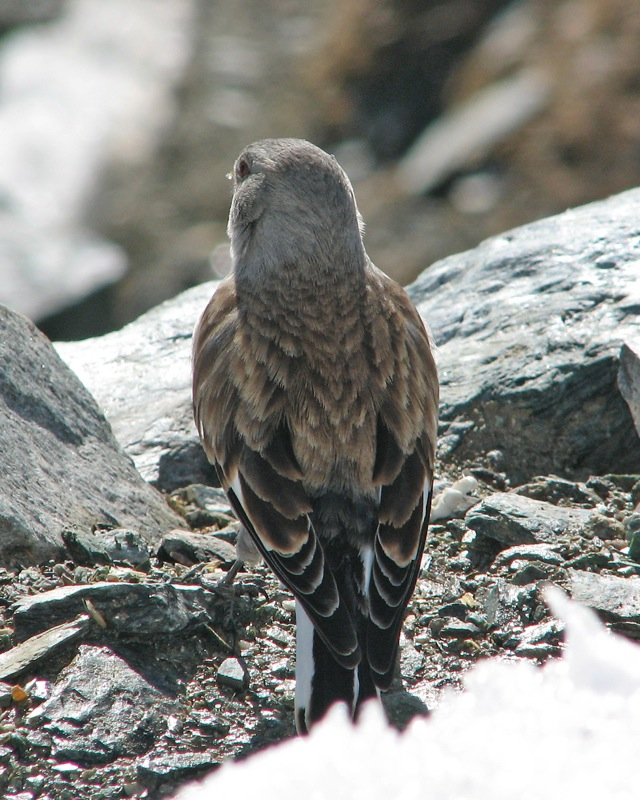
Niverolle alpine vue de dos.

Les adultes muent à partir de la fin juillet et leur nouveau plumage est entièrement renouvelé dans le courant de l'automne. La bavette noire est alors souvent masquée en plumage hivernal frais. Le dimorphisme sexuel est faible, mais le mâle est plus contrasté que la femelle et ses couvertures primaires ont davantage de blanc. La femelle est davantage brun-roux à la tête, sur les côtés du cou, et sur le dos.
Les jeunes ressemblent à la femelle mais la gorge est grise, la poitrine et les flancs sont teintés de roux. Leur bec est jaune orangé, avec la pointe sombre. Ils font une mue complète à l'automne.

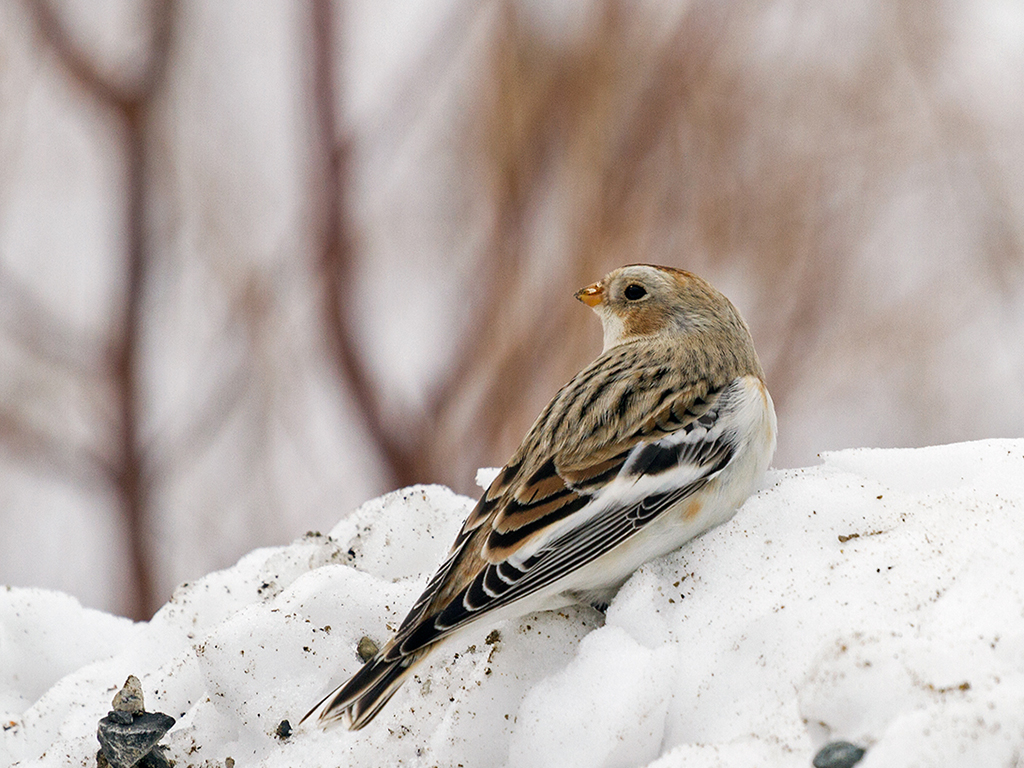
Bruant des neiges, une femelle.

On ne peut confondre cet oiseau avec aucun autre vivant dans son aire de répartition : la confusion n'est guère possible qu'avec le Bruant des neiges Plectrophenax nivalis. La répartition de cette espèce circumpolaire est cependant bien plus septentrionale, et les oiseaux hivernant plus au sud ne gagnent pas les altitudes élevées auxquelles demeure la niverolle en toute saison.

## Répartition et habitat

### Répartition

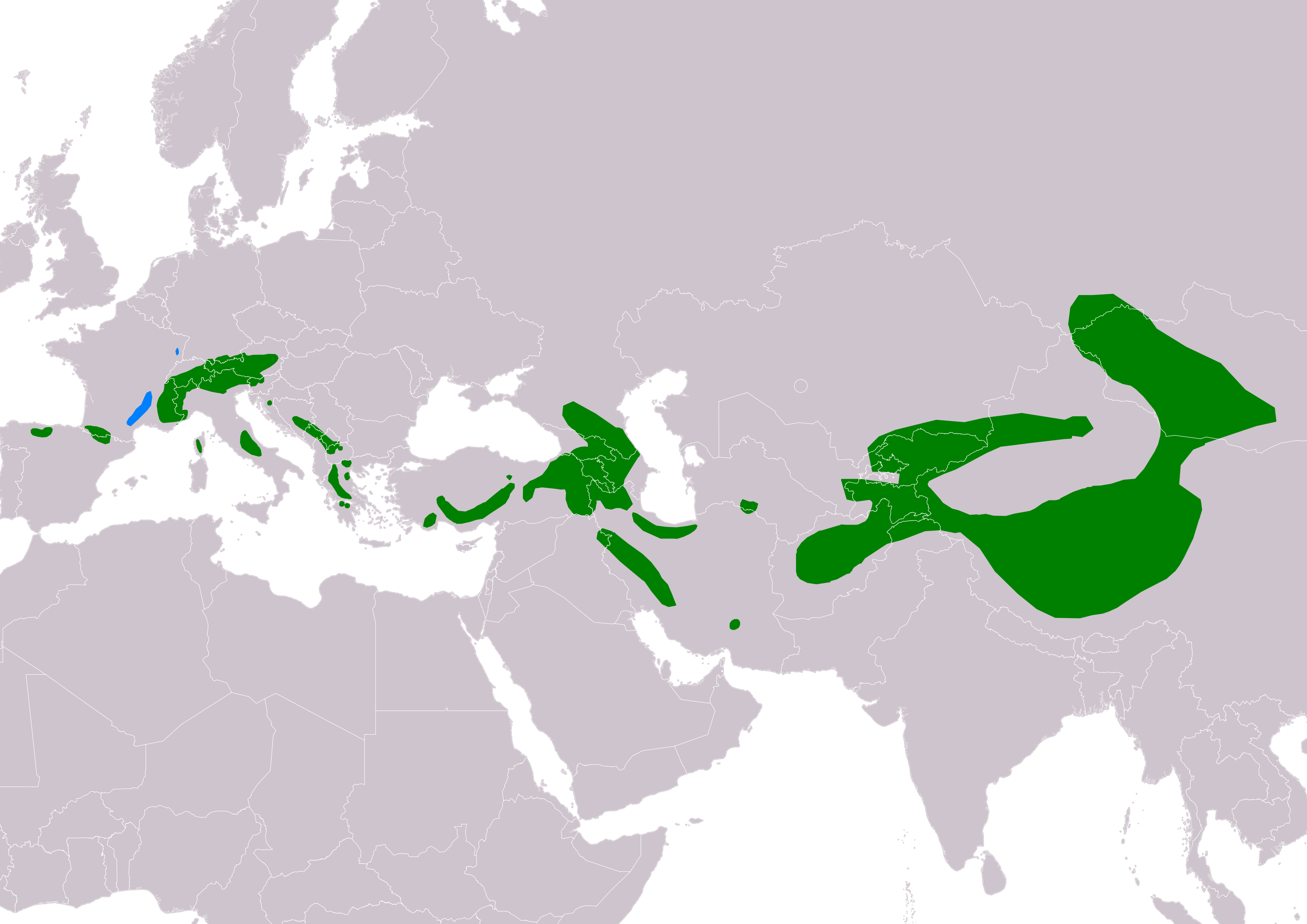
Répartition paléarctique des différentes sous-espèces de la Niverolle alpine.

La sous-espèce Montifringilla nivalis nivalis se trouve exclusivement en Europe (les autres sous-espèces se trouvent en Asie, de la Turquie à la Chine). En Europe, la niverolle fréquente les massifs des Alpes, des Pyrénées (les deux versants), la cordillère Cantabrique, la Corse, les Apennins et les Balkans.
En France, la majeure partie de l'effectif vit dans les Alpes où l'espèce fréquente les plus hauts massifs de la Haute-Savoie, jusqu'au mont Bégo dans les Alpes-Maritimes. Elle est beaucoup plus rare dans les Préalpes où elle se limite aux massifs les plus élevés présentant un ou plusieurs sommets culminant au moins à 2 300 mètres d'altitude (Cornettes de Bise, massif du Giffre, chaîne des Aravis). Elle est bien représentée dans les trois parcs nationaux (Écrins, Mercantour, et Vanoise). Malgré les recherches, la reproduction n'a pas été constatée dans le Vercors,.
Un second noyau de population se trouve dans les Pyrénées et notamment dans le parc national. On la trouve du pic d'Orhy (Pyrénées-Atlantiques) au port d'Aula (Ariège), mais c'est seulement dans les régions les plus élevées que sa présence est régulière (Balaïtous, Néouvielle, Aneto). Il est probable que l'espèce s'étende également plus à l'est, jusqu'à la Cerdagne.
Un troisième noyau a été découvert en 1980 au Monte Cinto en Corse.

### Habitat

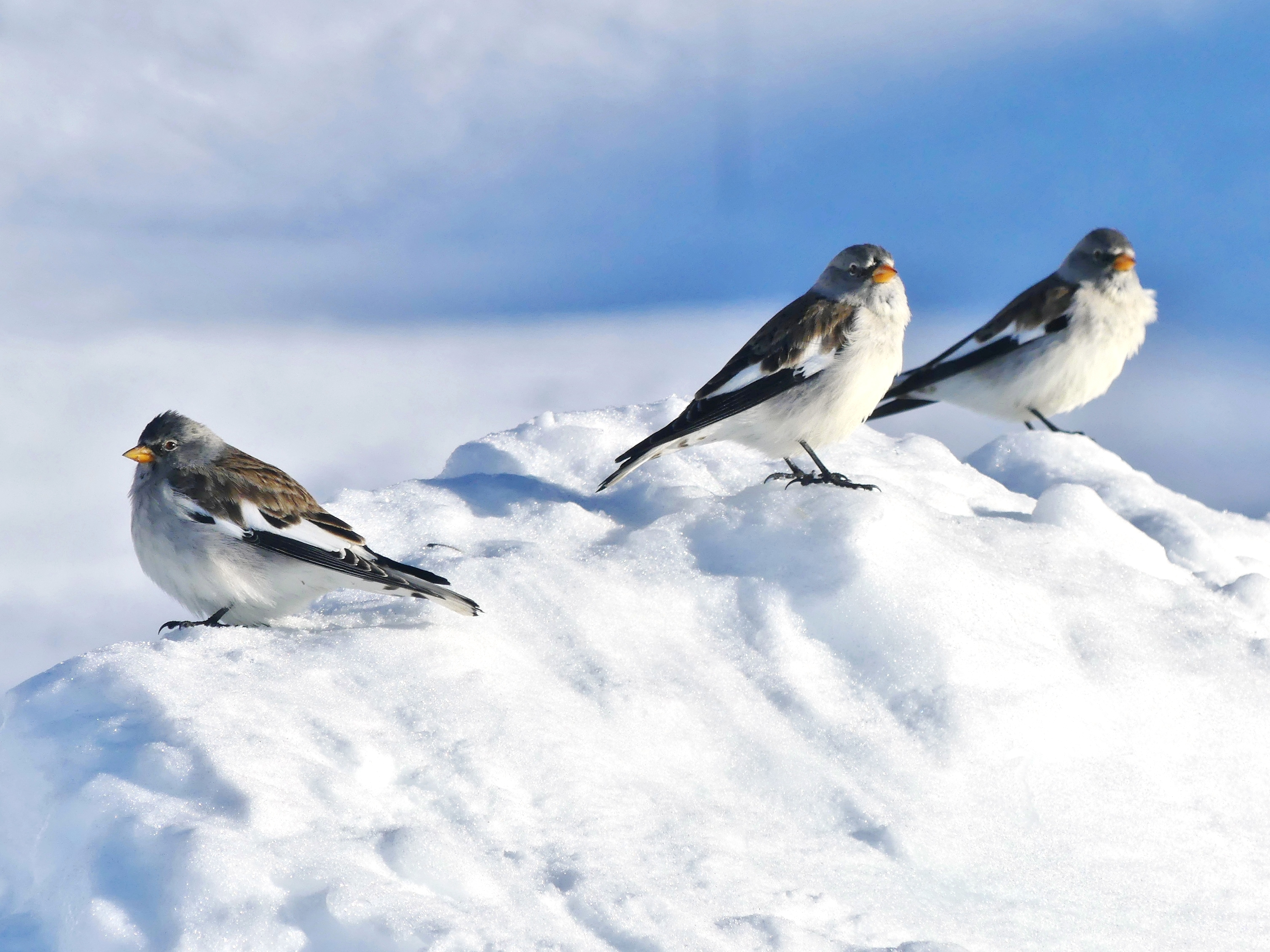
Niverolles alpines dans la neige à 2000 m d'altitude, au domaine skiable de Saint-François-Longchamp en Savoie.

La niverolle alpine est une espèce paléomontagnarde considérée comme relictuelle : elle aurait trouvé refuge en altitude lors de la dernière déglaciation,.
L'espèce vit à l'étage alpin, au-dessus de 2 000 mètres d'altitude, au-delà de la limite des arbres, dans les milieux d'alpage et de pelouse où l'on rencontre des éboulis et des zones rocheuses. Elle peut atteindre des altitudes importantes : un individu a été observé le 5 août 1983 à Saint-Christophe-en-Oisans au dôme de la Lauze, à 3 568 mètres. Les névés semblent recherchés, probablement parce qu'il est plus facile de trouver graines et menus insectes sur un fond blanc, mais aussi parce que leur fonte printanière libère les graines qu'ils recouvraient.
L'espèce occupe dans le Paléarctique la même niche écologique que le Roselin à tête grise dans le Néarctique, et présente les mêmes adaptations à des conditions de milieu identiques. Par ailleurs, elle est, parmi tous les mammifères et oiseaux européens, l'espèce à la distribution la plus proche de celle de l'Oreillard montagnard (Plecotus macrobullaris).

### Migration
La population des Alpes de la niverolle alpine est partiellement migratrice : certains individus quittent le massif en hiver mais une partie de la population demeure sur place et en altitude. On ignore la proportion d'individus alpins qui adoptent ce comportement migratoire. La stratégie migratoire est latitudinale (les oiseaux descendent vers le sud) mais elle est peu altitudinale (les oiseaux restent dans des milieux montagnards et ne vont pas en plaine, sauf au passage),. Cette stratégie est probablement déterminée par les conditions climatiques dans les Alpes en hiver. Les conditions exactes de ces migrations sont encore mal connues, de même que l'éventuel brassage génétique qui pourrait résulter de la présence d'oiseaux alpins dans les massifs du Sud de l'Europe. 
Des données de baguage ont permis de découvrir que l'espèce migre depuis la Suisse et l'Autriche, jusque dans les Cévennes gardoises et en Espagne. L'analyse des isotopes stables de l'hydrogène chez 273 individus a révélé que 98% des hivernants des Pyrénées espagnoles se reproduisent dans les Alpes. C'est également le cas de 86% des hivernants des monts Cantabriques,.
En France, des migrateurs sont vus au passage dans la Drôme, dans les massifs provençaux de l'intérieur, dans le sud du Massif central. Ces migrateurs peuvent ne faire qu'une pause migratoire avant de poursuivre leur déplacement vers les Pyrénées et l'Espagne mais certains hivernent sur place, notamment dans les massifs du Cantal, des monts Dore, du mont Mézenc, dans les monts de Lacaune ; des hivernants sont régulièrement observés au pic de Nore, le point culminant de la Montagne Noire (limite Aude-Tarn), où les conditions climatiques sont rudes malgré l'altitude assez basse (1211 m),.
Aucune niverolle ne transite ou n'hiverne plus au nord que le Cantal ou la Haute-Loire, bien qu'un hivernage ait eu lieu en 1976 dans les Hautes-Vosges.
Le long de cet axe migratoire des Alpes vers les Pyrénées, des individus peuvent également être observés ponctuellement en plaine, notamment dans l'Aude, plus rarement dans l'Hérault, lors de brèves haltes. 
La migration automnale vers les Pyrénées se déroule en octobre et novembre, des tout derniers jours d'octobre à la deuxième décade de novembre. Des groupes allant jusqu'à trente individus sont alors observés,.
Les conditions du retour dans les Alpes sont très mal connues et les niverolles pourraient alors suivre une trajectoire différente de l'aller, davantage vers le nord-ouest. Le retour a lieu dès la mi-janvier et dure jusqu'à la fin avril, avec un pic de passage au début de ce mois,.
La niverolle migre de jour, en groupe, parfois avec d'autres espèces comme le Pinson des arbres.
Il est possible que la fraction migratrice de la population alpine diminue avec le changement climatique qui réduit le nombre d’hivers rigoureux. Ceci pourrait conduire à isoler génétiquement les populations du Sud de l'Europe.

## Écologie et comportement

### Comportement
L'espèce est partiellement sédentaire et se déplace essentiellement dans son aire de reproduction, où elle vit en troupes de taille variable. Elle n'effectue pas de véritable migration altitudinale (recherche de conditions plus clémentes à basse altitude en hiver), mais peut parfois quitter les sommets en cas de brusque dégradation météorologique, sans quitter la montagne pour autant. On peut alors la voir près des villages de montagne à la recherche de zones déneigées où se nourrir. La population des Alpes pratique une migration partielle vers d'autres massifs montagneux, mais l'oiseau reste rarissime à basse altitude et en plaine.
L'espèce passe ainsi l'essentiel de l'hiver en altitude, et en troupes importantes : une centaine d’individus sont observés le 31 octobre 1993 à 2 500 mètres en Haute-Maurienne et le même nombre à la même altitude le 13 novembre 1994 en Tarentaise. Elle exploite alors les ressources disponibles dans les stations de ski (restes alimentaires, déchets).
Elle présente une grande adaptation au climat rigoureux régnant à ces altitudes. Sa résistance au froid est exceptionnelle et l'espèce supporte les chutes de neige tardives, même en période de reproduction. 
Dans son milieu, l'espèce est très confiante à l'égard de l'Homme. Dans les stations de ski, il n'est pas rare d'observer des niverolles, picorant comme les moineaux sur les terrasses des restaurants.
Sur les pelouses alpines, les teintes brunes et grises du plumage assurent un très bon camouflage et les oiseaux ne révèlent leur présence qu'à l'envol, avec leurs ailes blanches et noires. Les niverolles marchent, sautillent ou trottinent à la recherche de nourriture, et décollent toutes ensemble si elles sont dérangées, en poussant des cris.
Comme pour beaucoup d'espèces de passereaux, la prise de bains de poussière a été observée.

### Alimentation
Les niverolles consacrent leur journée à la recherche de nourriture, essentiellement au sol où elles picorent les graines tombées. Exceptionnellement, elles visitent des plantes pour en cueillir les graines, surtout les chardons. Elles se nourrissent également de petits fruits et de jeunes pousses, et capturent divers invertébrés (sauterelles, coléoptères, papillons parfois pris au vol, chenilles, etc.). Mais elles fréquentent également les tas de fumier près des bergeries et des étables d'altitude, et en hiver, on peut les observer près des villages et même venir aux mangeoires disposées pour les oiseaux.

### Reproduction

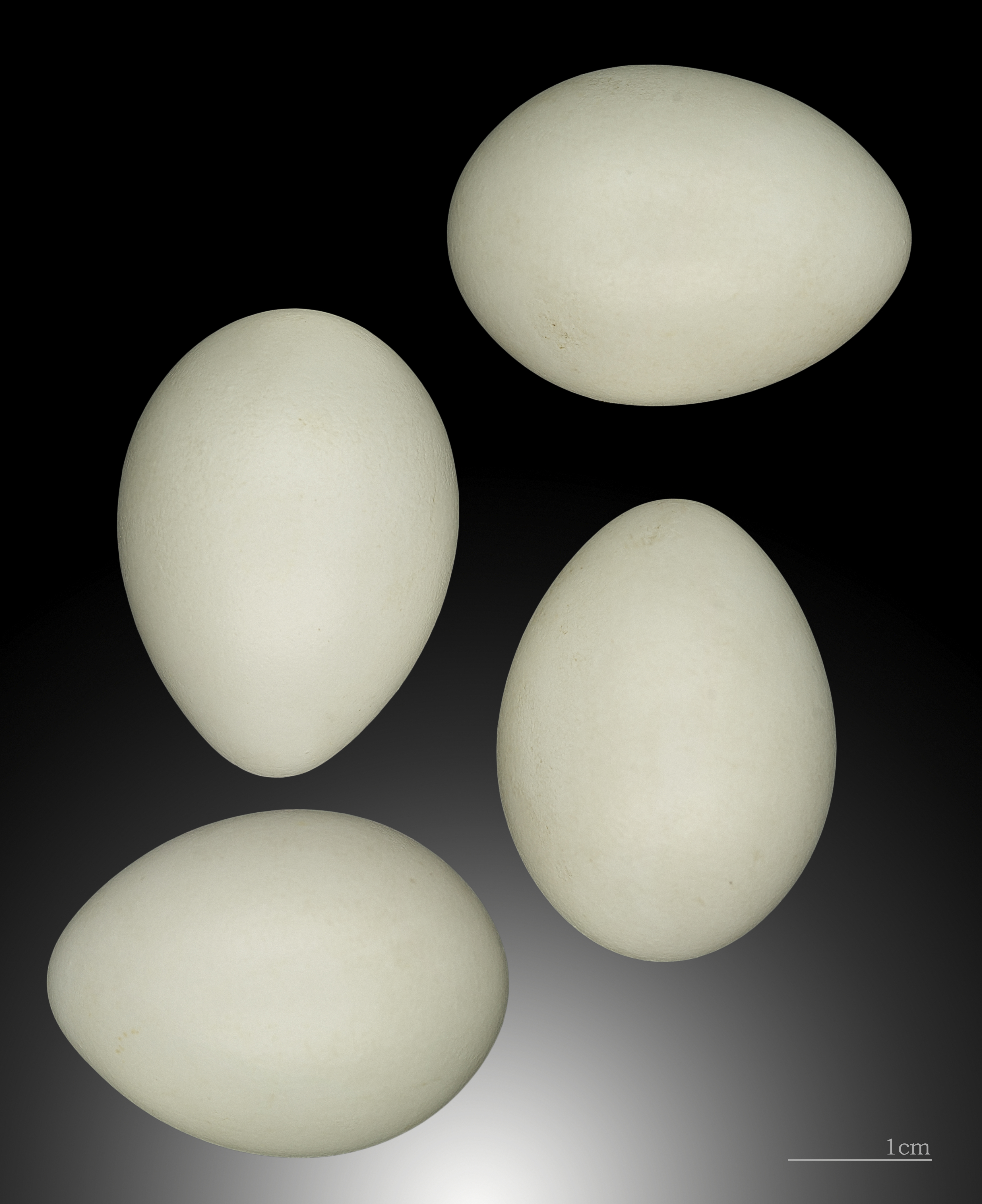
Œufs de niverolle alpine, Muséum de Toulouse

La reproduction a lieu en général  à environ 2 000 mètres d'altitude à plus ou moins deux cents mètres ; la nidification la plus élevée a été constatée en Italie, au mont Rose, à 3 480 mètres, et à 3 476 mètres à la Jungfrau en Suisse, tandis que la plus basse a été observée en Haute-Savoie à 1 750 mètres.

#### Appariement
Dès février, les couples visitent les cavités, à la recherche de la plus propice à l'établissement du nid. Le mâle est le plus actif dans cette recherche. Il pénètre dans tous les trous visitables et dès qu'il en a trouvé un qui lui convient, il se met à chanter depuis l'intérieur. La femelle l'y rejoint et il semble que ce soit elle qui prenne la décision de s'installer.
Vols de parade, accouplements, recherche du nid, s'effectuent conjointement jusqu'à la mi-mai. Le vol nuptial consiste pour le mâle en de simples survols lents de la femelle posée au sol, pendant lesquels il chante et déploie ses ailes pour montrer ses plumes blanches si visibles. Il répète ensuite son chant au sol. Les accouplements ont lieu au sol et sont précédés de rapides vols en piqué du mâle au-dessus de la femelle, jusqu'à dix fois de suite. Puis le mâle se pose près de la femelle, l'accouplement a lieu et le mâle s'envole à nouveau en chantant.
Les couples interagissent peu entre eux, et se contentent de défendre leur cavité contre leurs congénères, mais les zones de recherche de nourriture sont largement partagées. Les densités les plus élevées en conditions favorables sont d'environ dix couples au kilomètre carré, et des densités deux à cinq fois plus faibles sont constatées.

#### Construction du nid
Outre les cavités naturelles, choisies plutôt dans des parois inaccessibles, l'espèce s'installe volontiers dans des sites artificiels (maisons, hôtels, refuges, ponts, murs paravalanche, murs de soutènement routier, installations des stations de ski…). Ainsi, au col du Tourmalet (Pyrénées) une étude a montré que les niverolles utilisent fréquemment les vides dans les structures des télésièges et les tubes supportant les poulies des téléskis tandis que quelques-unes choisissent les murs des refuges. Lorsque ces sites artificiels sont disponibles, les sites naturels sont sous-utilisés. L'exposition du nid semble avoir peu d'importance, les pylônes ne laissant aux oiseaux que le choix entre deux expositions opposées ; toutefois l'espèce a une légère préférence pour les expositions au sud qui représentent quarante pour cent des cas contre trente cinq pour les expositions au nord. 
C'est la femelle qui seule construit le nid, en forme de coupe, et qui l'achève en quatre à cinq jours. Il est beaucoup plus soigné que celui des moineaux ; composé de menus matériaux végétaux, il est garni de plumes qui seront renouvelées régulièrement. Il est généralement invisible de l'extérieur, les cavités choisies étant souvent profondes, jusqu'à 70 centimètres,. Les matériaux sont collectés dans un rayon d'au plus cent cinquante mètres du nid et la femelle alterne construction et alimentation. Preuve du soin qu'elle apporte à l'agencement du nid, elle consacre entre deux et cinq minutes à la mise en place de chaque nouveau composant.

#### Élevage des jeunes

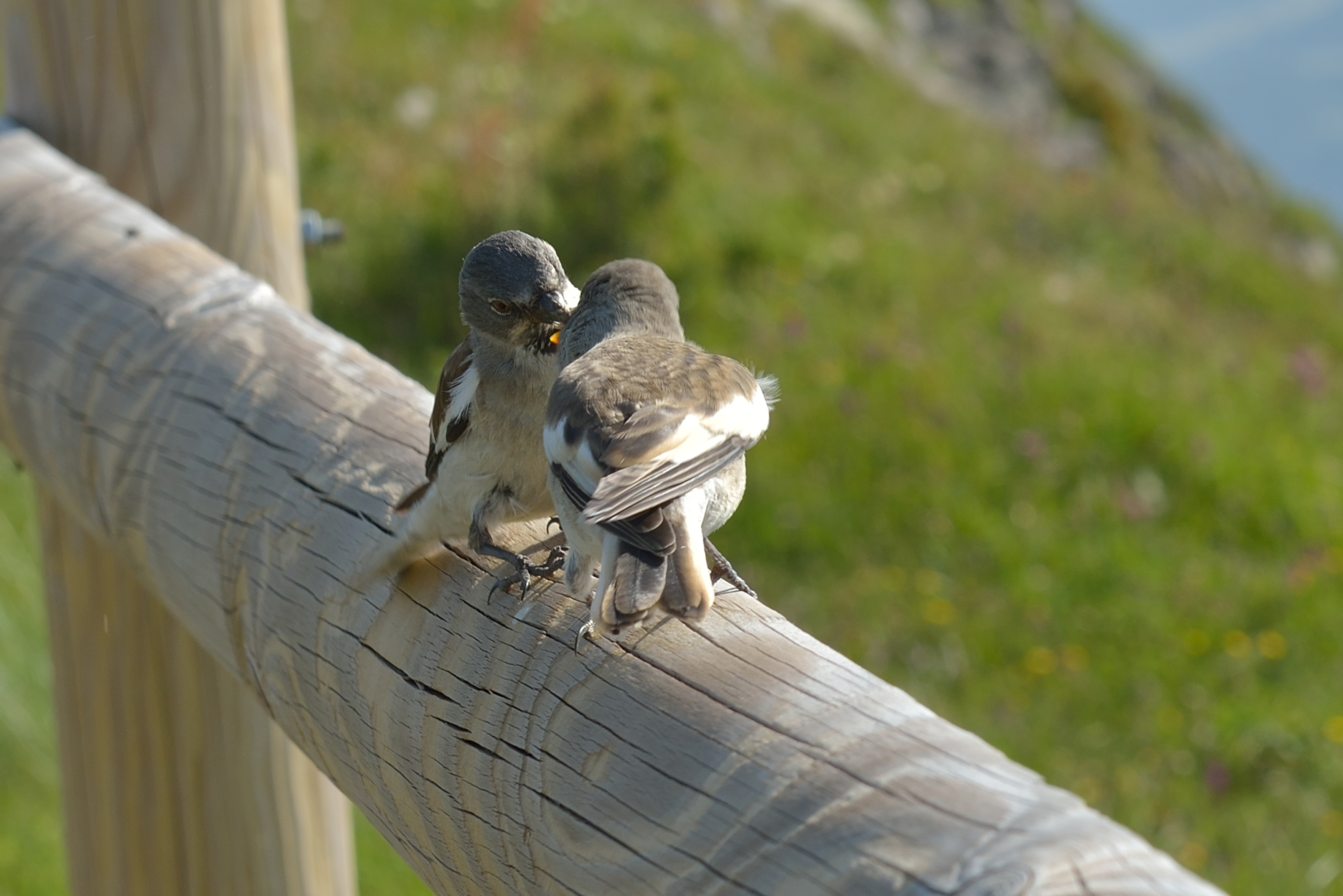
Une femelle nourrissant un jeune.

Quatre à cinq œufs sont pondus fin mai et couvés par la femelle seule. Les œufs tolèrent une température d'incubation plus basse que chez les autres espèces, 30 °C au lieu de 35 °C. L'incubation dure environ deux semaines et les petits quitteront le nid trois semaines après l'éclosion. À la différence des moineaux, les petits sont couverts de duvet à la naissance. Ils sont nourris par les deux parents, à une fréquence soutenue (quatre à six fois par heure en moyenne). La distance à laquelle les adultes collectent la nourriture des jeunes est en général de l'ordre de cent mètres au plus, et dans vingt pour cent des cas, de cent cinquante à deux cents mètres,. Exceptionnellement, les adultes peuvent parcourir des distances plus importantes, jusqu'à huit cents mètres du nid.
Les poussins sont nourris quasi exclusivement avec des invertébrés, les aliments végétaux étant rarissimes. Les proies sont essentiellement des Tipules pour les premières pontes, et des Criquets qui sont très nombreux dès la seconde quinzaine de juillet et forment la ressource principale des secondes pontes. Dès la fin de la première semaine, les sacs fécaux sont régulièrement évacués par les parents.
L'espèce est peu productive avec en moyenne 2,4 jeunes à l'envol par couple (de un à cinq jeunes), moyenne qui est pratiquement la même pour les premières et les secondes nichées. Après la sortie du nid, les jeunes sont peu actifs, et attendent la venue des adultes qui continuent à les nourrir (ce qui semble une tâche dévolue plutôt au mâle si une seconde nichée est commencée). Les jeunes recherchent les étendues de sol nu et pierreux, même de faible surface, où leur plumage leur garantit une bonne protection par homochromie. Le regroupement de jeunes de plusieurs nichées a été constaté, le ravitaillement étant assuré par les adultes de plusieurs couples, ce qui suggère que dans certaines conditions, l'espèce organise des crèches collectives.
Après l'envol, les différentes familles se regroupent pour gagner de plus hautes altitudes. Ces bandes se forment pour certaines dès la fin juillet, en réunissant les jeunes des premières couvées et les adultes qui ne se sont pas lancés dans une seconde couvée ou dont la couvée a échoué. Des troupes de plusieurs dizaines d'individus, voire plus d'une centaine, parcourent alors les crêtes et les alpages, en quête de nourriture. À l'automne ces troupes rassemblent la totalité des individus d'une région donnée, si bien qu'on peut rester longtemps sans voir une seule niverolle, avant d'en rencontrer soudainement un grand nombre là où elles ont leurs préférences,.

#### Incidence du milieu et du climat sur la reproduction
L'espèce se reproduit exclusivement au-dessus de 1 700 mètres (généralement au-dessus de 1 800 mètres), dans un milieu de pelouse rase, avec peu de pierres au sol mais comportant des falaises ou des blocs susceptibles d'offrir des cavités. Un peu plus de la moitié de ses ressources alimentaires sont fournies par les pelouses, et le reste est pris à parts à peu près égales dans les zones rocheuses et sur les névés, ceux-ci étant toutefois légèrement minoritaires. Les chutes de neige tardives sont susceptibles de compromettre le succès de la reproduction lorsqu'elles recouvrent pelouses et névés, en empêchant le nourrissage des jeunes ou en obligeant les parents à aller s'approvisionner plus loin, ce qui ralentit la cadence des ravitaillements. Même si elles ne se produisent qu'en début de couvaison, ces chutes de neige peuvent être néfastes car elles obligent la femelle à aller se nourrir à plus grande distance, ce qui l'empêche d'assurer une couvaison suffisante. Les couples perdant leur première couvée font alors une ponte de remplacement et ce phénomène est particulièrement constaté pendant les étés présentant des conditions rigoureuses. En outre, de bonnes conditions climatiques ont une incidence forte sur la date des pontes par rapport aux années moins favorables. Les premières pontes peuvent ainsi être avancées jusqu'à six jours, et les secondes jusqu’à onze.
Dans ce contexte, les niverolles trouvent un grand avantage à nicher dans les superstructures des domaines skiables, car celles-ci sont installées dans des pelouses, directement accessibles. L'utilisation des cavités en falaise est moins intéressante car elle se traduit par des trajets plus longs pour rejoindre les pelouses en contrebas. Il n'est donc pas étonnant que l'espèce utilise si fréquemment des cavités artificielles : ce n'est pas par manque de cavités naturelles, mais parce qu'elles sont situées plus près des ressources alimentaires. En revanche, ces cavités présentent des inconvénients : elles ne sont pas ventilées et leur métal conduit bien la chaleur, de sorte que de forts ensoleillements peuvent provoquer la mort des poussins. Mais cet inconvénient semble contrebalancé par les autres avantages offerts par ces cavités : outre la proximité immédiate des pelouses, elles procurent un abri bien plus efficace que bien des cavités naturelles contre le vent, la neige, la pluie.

## Prédation
L'espèce rencontre peu de prédateurs à l'altitude où elle vit. L'hermine est un mammifère susceptible de s'en prendre aux nichées. Les autres prédateurs potentiels sont les rapaces. Un comportement de réaction collective a été observé : lorsqu'un faucon crécerelle stationne trop près des nids, plusieurs niverolles le harcèlent en poussant des cris particuliers et le forcent à fuir.

## Statut et conservation
Les effectifs européens sont très mal connus et on ignore leur évolution. Toutefois, ils ne semblent pas connaître de diminution et l'espèce n'est pas menacée à l'échelle européenne. Cependant, des études menées depuis les années 2020 montrent que le réchauffement climatique peut avoir pour conséquence de perturber la connectivité entre les différentes sous-populations de l'espèce et de réduire et fragmenter les milieux qu'elle occupe.

### En France
En France, l'espèce est strictement protégée. L'effectif français semble très faible ce qui constitue en soi un facteur de risque pour la conservation de l'espèce. Elle ne paraît pourtant pas menacée en France et si les aménagements en montagne et l'évolution des pratiques pastorales jouent en sa défaveur, elle sait également tirer profit des activités humaines pour se reproduire et se nourrir. Le maintien de cavités sur les façades des bâtiments et des alternatives aux interventions pastorales réduisant le cortège de l'entomofaune sont de nature à favoriser l'espèce.

### En Italie
En Italie, des travaux de recherche publiés en 2023 par le Muséum de Sciences naturelles du Haut Adige (it) et l'université de Milan, montrent que les activités humaines provoquent la réduction de la taille des habitats nécessaires à l'espèce, et leur fragmentation. Il en résulte que les différents noyaux de population ont de plus en plus de difficultés à rester interconnectés. En pratique, les oiseaux d'un même noyau ne parcourent guère plus de vingt à trente kilomètres pour rejoindre un autre noyau de population. « De nombreuses niverolles restent dans l'aire de répartition de leurs parents et montrent peu de tendance à se disperser. Cela limite l'interconnexion et donc le flux génétique. En conséquence, un degré élevé de consanguinité a été constaté : 20 % des individus étudiés sont les descendants d'oiseaux apparentés entre eux, comme des cousins au premier degré ou encore plus proches. Cela indique que, au sein de la population, la dispersion est déjà insuffisante pour garantir des possibilités d'accouplement avec des individus non apparentés. ». Selon Francesco Ceresa, ornithologue au muséum du Haut Adige, il est « démontré que les populations locales ont déjà disparu ou ont fortement diminué dans certaines régions des Alpes. ». Mattia Brambilla, écologue au département Scienze e Politiche Ambientali dell’Universitá degli Studi de l'université de Milan, souligne que ces recherches ajoutent « une nouvelle pièce au puzzle complexe que constituent les effets des changements climatiques auxquels sont exposées les espèces de haute montagne. Ces espèces sont déjà sous pression en raison de la réduction de leur aire de répartition, des changements dans l'offre alimentaire ou de la coexistence avec d'autres espèces, ainsi que de la détérioration de leurs conditions de vie due aux activités humaines. Lorsque plusieurs ou tous ces facteurs se combinent, les effets négatifs sur les espèces d'oiseaux s'amplifient. C'est la principale raison du déclin des espèces d'oiseaux alpins et du nombre d'individus au sein d'une même espèce. Les effets seront encore plus visibles au cours des prochaines décennies. ».

### En Suisse
En Suisse, l'effectif est estimé à six mille à neuf mille couples. C'est en Suisse qu'il a été observé au début du XXIe siècle que l'espèce disparaît des zones qui s'assèchent et se réchauffent en raison du changement climatique.